# Малиновський Родіон Якович
Малино́вський Родіо́н Я́кович 10 (22) листопада 1898, Одеса, Херсонська губернія, Російська імперія — 31 березня 1967, Москва, РРФСР, СРСР) — радянський воєначальник і державний діяч українського походження. Полководець Другої світової війни, Міністр оборони СРСР (1957—1967), Маршал Радянського Союзу (1944). Двічі Герой Радянського Союзу (1944, 1958). Народний герой Югославії (1964), кавалер ордена «Перемога» (1945). Член ЦК КПРС (1956—1967).

## Біографія
Народився 10 (22) листопада 1898 року в Одесі. Українець. Позашлюбний син: мати — Варвара Миколаївна Малиновська (кухарка). Вітчим — український селянин відмовлявся всиновлювати дитину, тому виховувався він без батька в нужденній сім'ї, у важкому етичному середовищі.
1911 року закінчив церковно-парафіяльну школу. В 11 років, в день весілля мами, пішов з дому. Працював наймитом, продавцем у галантерейному магазині в Одесі. За достовірнішою версією старшого сина, Малиновського відмовився всиновлювати вітчим, і через це Родіона виховувала сестра його мами, Наталія Миколаївна, яка жила під Одесою, в селі Юрківка. Там він найнявся батраком до місцевого поміщика, а через два роки Родіона забрали в Одесу інша сестра його матері Олена Миколаївна і її чоловік Михайло Олександрович, визначив Родіона в галантерейний магазин купця Припускова хлопчиком на побігеньках (1911 — 1913). Під час праці в магазині Родіон почав самостійно вчити французьку мову.

### Перша світова війна
У серпні 1914 року, не маючи документів, приписав собі потрібний для вступу в армію вік, у ешелоні Єлизаветградського піхотного полку відправився на фронт Першої світової війни. Родіона збиралися повернути додому, але він прохав залишити його і врешті його зарахували підношувачем набоїв у кулеметну команду 256-го Єлизаветградського піхотного полку 64-ї піхотної дивізії. Перший бій дивізія прийняла 14 вересня на березі річки Німан.
Першу бойову нагороду рядовий Малиновський — Георгіївський хрест IV степеня — він отримав (вже як навідник кулемета) в липні 1915 року: наказ № 223, параграф 4; номер хреста — 54850, також він отримав звання єфрейтор. У жовтні того ж року був важко поранений під Сморгонью (два осколки попали в спину, один — у ногу). У жовтні 1915 — лютому 1916 років перебував на лікуванні в Єрмаковському шпиталі в Москві, потім— в Казані. Після одужання був відряджений в Оранієнбаум, де формувався запасний кулеметний полк для до Франції в обмін на озброєння і боєприпаси, яких бракувало російській армії.
З лютого 1916 року в складі 1-ї бригади Експедиційного корпусу Російської армії у Франції де воював на Західному фронті командиром кулеметної обслуги. Після Лютневої революції в Росії був обраний головою комітету роти. 16 квітня 1917 року в перший же день наступу царських частин у районі форту Брімон був серйозно поранений в руку. Попав у воєнний шпиталь в Реймсі, де насилу вмовив хірурга не ампутувати йому кість. Лікар відправив його в англійський шпиталь в Еперне, де англійський хірург зробив йому важку по тим часам операцію, яка дозволила зберегти руку. Отримав французькі нагороди — 2 воєнні хрести. Після невдалого наступу французької армії, яке отримало назву «бійня Нівеля» по імені командувача французької армії, в імперських і французьких частинах стали рости незадоволення і революційні настрої під впливом новин із Росії. У тому наступі тільки царські частини досягли успіхів у жорстоких боях за форт Брімон і село Курсі, отримавши собі славу та повагу французів. Французьке командування через великі втрати і розповсюдження в частинах революційних ідей вирішили відвести імперські бригади фронту. Літом 1917 року солдати 1-ї і 3-ї бригад, розташованих у воєнному таборі Ла-Куртін, стали потребувати від командування відправлення додому. Проте Тимчасовий уряд не хотів повертати в Росію біля 20 тис. революційно налаштованих солдат і попробувало відправити їх на Салонікську ділянку фронту, а потім умовило французів подавити повстання. Проте французьке командування не хотіло використовувати свої частини для розстрілу російських солдат, побоюючись негативного резонансу. Практично всі офіцери з більшою частиною солдат 3-ї бригади втекли із табору. Для придушення повстання генералом Занкевічем був сформований загін із свіжої 2-ї артилерійської бригади недавно прибулі із Росії, частини солдат 3-ї бригади та офіцерів. Солдатам які залишилися командуванням був пред'явлений ультиматум скласти зброю і вийти із табору. Більшість солдатів відмовилися. Родіон участі в повстанні не брав, позаяк у вересні 1917 року знаходився в шпиталі в Сен-Серван через відкриту незадовго до повстання кровотечу через рани на руці. Повстання солдат в таборі Ла-Куртин у вересні було подавлено із застосуванням артилерії, по деяким даним в ході 3-х денних боїв приблизно 600 солдат з обох сторін було вбито та поранених. Після придушення повстання російські частини були розформовані, і Родіон після лікування в шпиталі записався до Іноземного легіону. В його складі служив від грудня 1917 до серпня 1919 року нижчим чином в «Російському Легіоні Честі», який входив в склад 1-ї Марокканської дивізії. За героїзм при прориві німецької лінії оборони (лінія Гінденбурга) у вересні 1918 року французи відмітили Малиновського Воєнним хрестом із срібною зірочкою, а колчаковський генерал Дмитро Щербачєв, бажаючи заохочувати бійців, представив його до нагородження Георгіївським хрестом III степені. Таким чином, він був нагороджений двома Георгіївськими хрестами, але про друге нагородження Родіон не знав.

### Громадянська війна
Більшість солдатів колишньої царської армії у Франції мріяли повернутися додому, а Родіон намагався потрапити до Червоної армії. У серпні 1919 року із групою солдат Родіон у складі російського санітарного загону під егідою американського Червоного хреста відправився на пароплаві із Франції до Владивостока. У Владивосток вони добралися приблизно тільки в жовтні 1919 року, і там група стала розпадатися. Разом із товаришем Родіон умовив командира їхнього загону виписати їм пропуск до Верхньоудинська Товариш Родіона, будучи родом із невеликого поселення під Верхньоудинським, домовився із своїм родичем, і той допоміг Родіону добратися по залізниці до Омська, який був повний відступаючими колчаківськими військами. Далі Родіон Малиновський пробирався самостійно: він перебрався на лівий берег по льоду через Іртиш і йшов пішки на захід паралельно залізній дорозі. Під Омськом він був захоплений раз'їздом червоноармійців і спершу ледь не був розстріляний — затримавши його солдати 27-ї стрілецької дивізії виявили у нього французькі нагороди і книги французькою тому вважали його шпигуном. Він насилу умовив їх доставити його у штаб, де йому повірили. В складі цієї дивізії взяв участь у Громадянській війні на східному фронті проти військ адмірала Колчака. Брав участь в захопленні Омська, Новоніколаєвська (нині Новосибірськ), станцій Тайга і Маріїнськ.В 1920 році захворів висипним тифом, але одужав.
Повернувшись до Росії в 1919 році, вступив до Червоної Армії. На посаді інструктора кулеметної справи 240-го стрілецького полку взяв участь у Громадянській війні на Східному фронті проти військ адмірала Колчака. Брав участь в захопленні Омська, Новониколаєвська (нині Новосибірськ), станцій Тайга і Маріїнськ. Захворів висипним тифом. Наприкінці 1920 після одужання його направили в школу молодшого командного складу. Закінчивши її, він став командиром кулеметного взводу, потім — командиром роти, пізніше — командиром стрілецького батальйону 246-го полку.

### Міжвоєнний період
У 1920 році Малиновський був направлений у школу молодшого командного складу, після цього призначений командиром кулеметного розрахунку, потім — начальник кулеметної команди, помічник командира. 1923—1927 командир батальйону 81-ї стрілецької дивізії (Москва). У 1926 вступив до ВКП(б). В 1927—1930 роках вчився та успішно закінчив Військову академію імені М. В. Фрунзе. З травня 1930 до січня 1931 року — начальник штаба 67-го Кавказького кавалерійського полку 10-ї кавалерійської дивізії Північно-Кавказького військового округу. З січня до лютого 1931 року — помічник начальника 1-го (оперативного) відділу штабу Північно-Кавказького військового округу. Із 15 лютого 1931 до 14 березня 1933 року — помічник начальника 3-го сектора 1-го відділу штабу Білоруського військового округу. З 14 березня 1933 до 10 січня 1935 року — начальник 2-го сектора того ж відділу. З 10 січня 1935 до 19 червня 1936 року — начальник штаба 3-го кавалерійського корпусу. При введенні персональних військових звань йому присвоєно звання полковник. З 19 червня 1936 року — помічник інспектора кавалерії Білоруського військового округу по оперативній частині. В ході маневрів військ Білоруського військового округу 1936 року був начальником штабу армії «західний».
У 1937—1938 роках полковник Малиновський перебував у Іспанії як військовий радник під час Громадянської війни в Іспанії (псевдонім «Малино»), де розроблював бойові операції проти франкістів, за що був нагороджений орденом Леніна і орденом Червоного Прапора.
Після повернення до СРСР йому було присвоєно воїнське звання комбриг 15 червня 1938 року. З 1939 року — старший викладач у Військовій академії імені М. В. Фрунзе. 4 червня 1940 року присвоєно звання генерал-майор. Підготував кандидатську дисертацію на тему «Арагонська операція, березень-квітень 1938 року», але захистити її не встиг. З березня 1941 року — командир 48-го стрілецького корпусу в Одеському військовому окрузі.
Під час масових репресій в 1937—1938 серед командного складу на Малиновського були зібрані матеріали як на учасника пронімецької змови, але справі не був даний хід[джерело?]. З 1939 викладав у Військовій академії імені Фрунзе (до березня 1941).

### Друга світова війна

#### Початковий період
У березні 1941 року отримав призначення в Одеський військовий округ — командиром 48-го стрілецького корпусу, якій був дислокований по берегу річки Прут на кордоні з Румунією. Штаб цього об'єднання розміщувався в молдавському місті Бєльці.
У перші тижні війни, частини корпусу опинилися в оточенні. Генерал-майор Малиновський зумів вирватися з пастки. Частини корпусу стали з боєм відходити на схід.
Комкору було присвоєне звання генерал-лейтенанта. У серпні 1941 він призначається командувачем 6-ю армією, після загибелі в ході боїв під Уманню її командарма генерала І. Н. Музиченка, а в грудні 1941 — командувачем Південним фронтом. Під його керівництвом війська Південного фронту спільно з Південно-Західним фронтом, наступаючи в районі сіл Барвінкове і Лозова, відкинули німецькі війська на глибину до 100 км, захопили на правому березі Сіверського Дінця плацдарм. Проте, пізніше довелося відступити, оскільки німці в результаті перегрупування створили значну перевагу в силах й відбили наступ радянських військ. В результаті важких оборонних боїв і відступів Малиновського звинуватили за невдачі цього періоду й він був понижений в посаді та призначений командувачем 66-й армією.
З 28 липня по жовтень 1942 командував цією армією, що билася на півночі від Сталінграду. Після розформування Південного фронту (його армії передавалися Північно-Кавказькому фронту) Малиновський деякий час командував на ставропольському напрямку Донською оперативною групою військ. Під час наступу німецької армії Гота відійшов до міста Ставрополя. У жовтні-листопаді 1942 року заступник командувача Воронезьким фронтом. У цей період Малиновський встановив близькі стосунки з М. С. Хрущовим, який був членом Військової ради цього фронту.

#### Від Сталінграда до Одеси

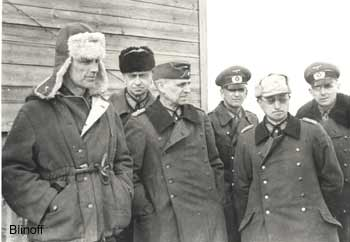
Фельдмаршал Паулюс у Сталінграді

З листопада 1942 року генерал відбув до Тамбова, в районі якого терміново формувалася 2-га гвардійська армія. Вона призначалася для участі в розгромі німецького угрупування військ під Сталінградом. Начальником штабу був призначений генерал Сергі́й Бірюзов.
2-га гвардійська армія була підготовлена до бойових дій до грудня 1942 року. Її висунення під Сталінград почалося в найкритичніший період великої битви. Тоді німецьке командування, щоб врятувати свої численні війська, що виявилися в оточенні, кидало в бій останні, але потужні танкові резерви групи армій «Дон». Радянське командування ухвалило рішення про негайне висування 2-ї гвардійської армії назустріч головним силам німців. В умовах, коли німецькі танки з десантом на борту наближались дуже близько, командарм Малиновський кидав полки в бій по мірі їх прибуття. Посилені артилерією і танками, вони зупинили просування німців. Потім у взаємодії з 5-ю ударною і 51-ю арміями 2-га гвардійська армія Малиновського зупинила і розгромила війська генерал-фельдмаршала Манштейна, що намагалася деблокувати оточене в степу на захід від Сталінграду велике угрупування німецьких військ під командуванням фельдмаршала Паулюса.
У лютому 1943 року генерала Малиновського призначили командувачем Південним, а з березня того ж року — Південно-Західним (перейменованим в жовтні 1943 року в 3-й Український) фронтами, війська яких провели Ростовську наступальну операцію.
Військами Південно-Західного фронту під командуванням Малиновського також проведена Запорізька операція 10-14 жовтня 1943 року. Співвідношення сил на початок цієї операції було на користь радянських військ. Це дозволило за чотири дні прорвати добре укріплені рубежі німців і вийти на ближні підступи до Запоріжжя. Командувач фронтом вирішив нічним штурмом за участю 200 танків і самохідних артилерійських установок опанувати місто. Цей задум Р. Я. Малиновського був успішно реалізований. Рано вранці радянські війська увірвалися в місто. В ознаменування перемоги 31 з'єднання і частини стали іменуватися «Запорізькими». Ця перемога багато в чому вирішила долю мелітопольського угрупування німецьких військ і сприяла ізоляції її частин на Кримському півострові, які були відрізані від своїх головних сил.
При узятті Запоріжжя Малиновський проводить нічний штурм. У ньому одночасно взяли участь три армії і два корпуси. Внаслідок операції обстановка на південному крилі радянсько-німецького фронту змінилася на користь радянських військ. А війська Південно-Західного фронту, розширивши захоплені плацдарми на Дніпрі, продовжували наступ на криворізькому напрямку.
3-й Український фронт, спільно з сусіднім 2-м Українським фронтом розширили плацдарм в районі дніпровського закруту і у взаємодії з військами 4-го Українського фронту успішно завершили Нікопольсько-Криворізьку операцію. Потім провели Березнегувато-Снігурівську і Одеську операції, форсували Південний Буг, зайняли Миколаїв і Одесу.

#### Військові дії у Південно-Східній Європі

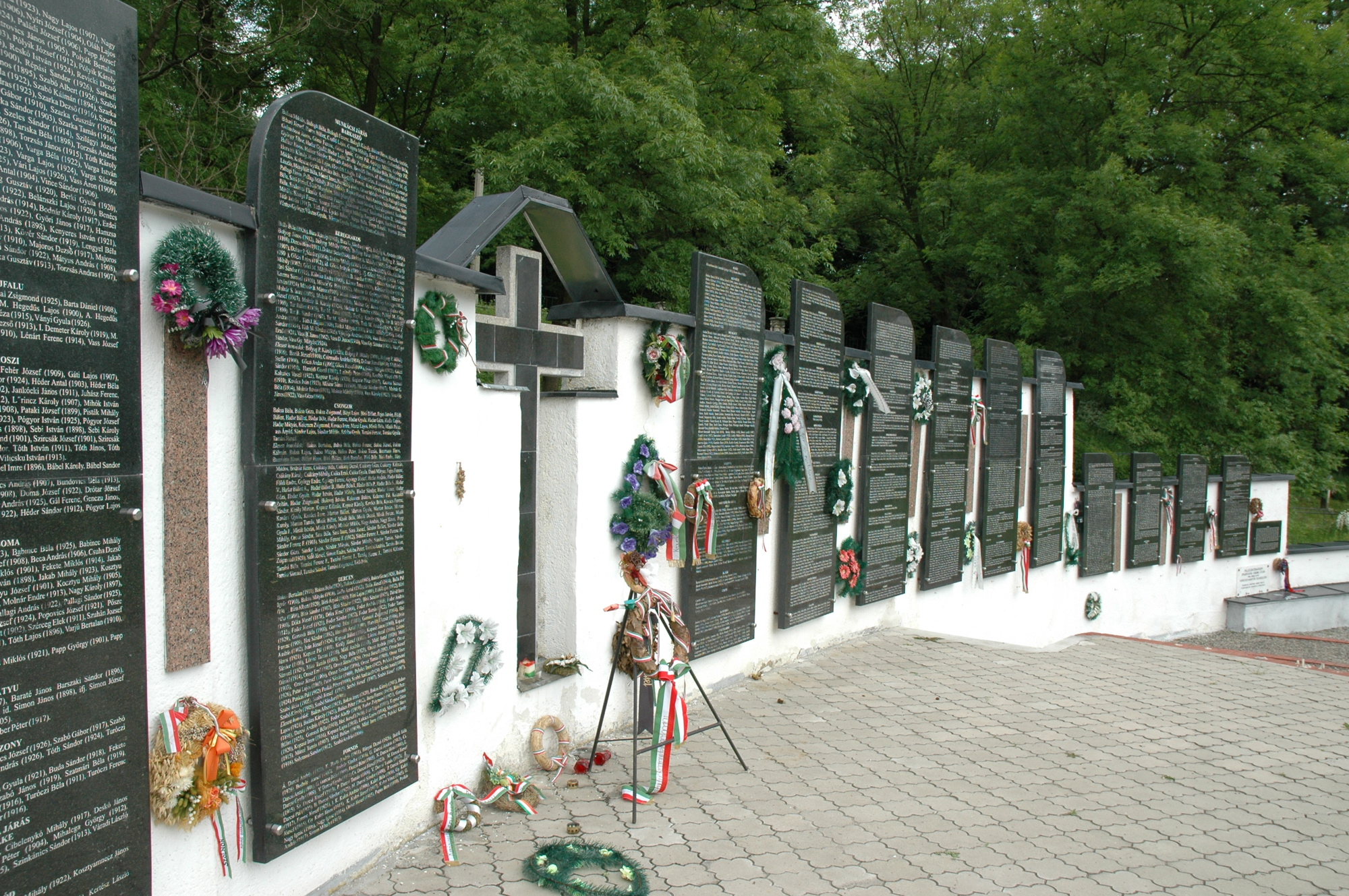
Свалявський меморіальний парк

У квітні — червні 1944 року війська 3-го Українського фронту під керівництвом Малиновського брали участь у наступі на балканському напрямку. Однак цей наступ закінчився невдало, зазнавши великих втрат радянські війська були зупинені.
У травні 1944 року генерал армії Р. Я. Малиновський прийняв від Маршала Радянського Союзу І. С. Конєва 2-й Український фронт.
На південному фланзі радянсько-німецького фронту планувалася Яссько-Кишинівська стратегічна наступальна операція військ 2-го й 3-го Українських (командувач — генерал армії Ф. І. Толбухін) фронтів. Цим фронтам у взаємодії із Чорноморським флотом і Дунайською військовою флотилією ставилося завдання розгромити ясько-кишинівське угруповання німецько-румунських військ, зайняти територію Молдавської РСР, вивести Румунію з війни на стороні Німеччини.
20 серпня 1944 року після потужної артилерійської підготовки війська 2-го Українського фронту в перший же день наступу прорвали оборону німців на всю глибину, просунулися вперед на 16 км. Малиновський наказав у середині цього ж дня ввести в прорив 6-ю танкову армію. Це рішення командуючого фронтом дозволило забезпечити високий темп наступу, а врешті-решт й оточення основного угруповання німецьких військ. За короткий термін група армій «Південна Україна» була розгромлена. Катастрофа оборони німців на південному крилі радянсько-німецького фронту змінило всю військово-політичну обстановку на Балканах.
Мету операції досягнуто — Румунія вийшла із союзу з Німеччиною та оголосила їй війну.
У вересні 1944 року Р. Я. Малиновському присвоєно звання Маршала Радянського Союзу. Маршальська Зірка вручена йому 13 вересня 1944 року в Москві.
У жовтні 1944 — лютому 1945 років війська 2-го та 3-го Українських фронтів успішно провели Будапештську операцію. Війська 2-го Українського фронту вели бої на підступах до Будапешта, а війська Малиновського — безпосередньо за саме місто.
17 січня радянські війська розчленували 100-тисячну оборону Пешту на три частини та знищили її.
На завершальному етапі Німецько-радянської війни фронт маршала Малиновського остаточно розгромив сили німців в Угорщині та у східній частині Австрії.
Успішно проведена Віденська операція прискорила капітуляцію німецьких військ в Північній Італії. За повний успіх в цій операції Малиновський був удостоєний вищого радянського полководницького ордена «Перемога».

#### Радянсько-японська війна

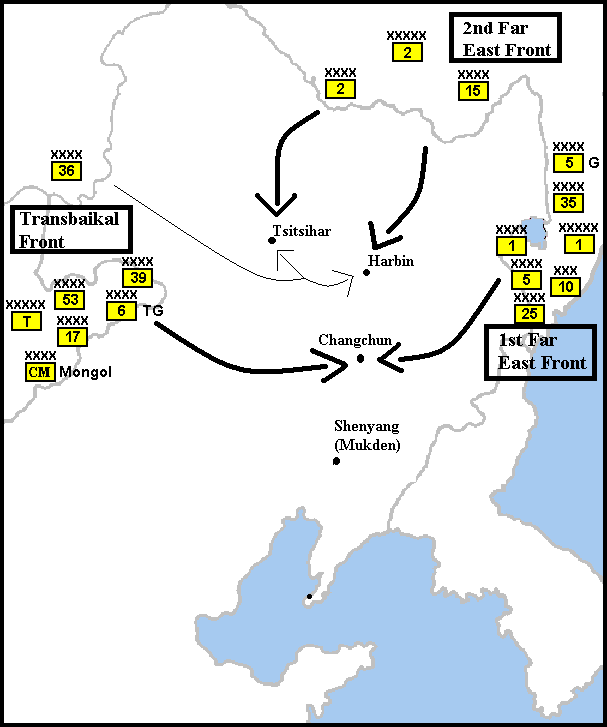
Манчжурська операція

Після закінчення Німецько-радянської війни у Чехословаччині Малиновський переведений на Далекий Схід, де в ході радянсько-японської війни вступив у командування Забайкальським фронтом; фронт прорвався через пустелю Гобі в центральну частину Маньчжурії, довершивши оточення і розгром японських військ. За перемогу над Японією Малиновський отримав звання Героя Радянського Союзу.

### Післявоєнний період

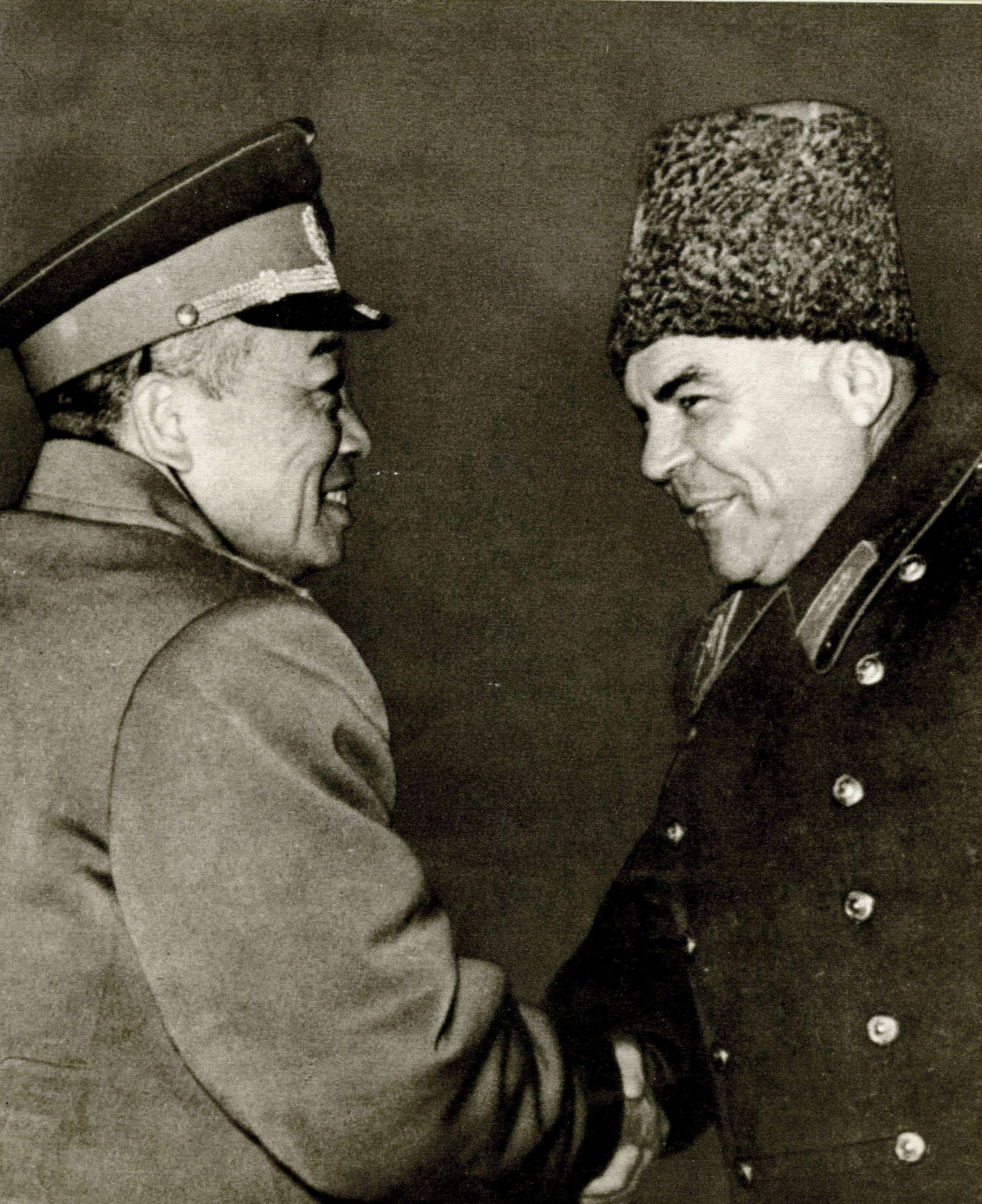
З міністром оборони КНР, Москва, 1957

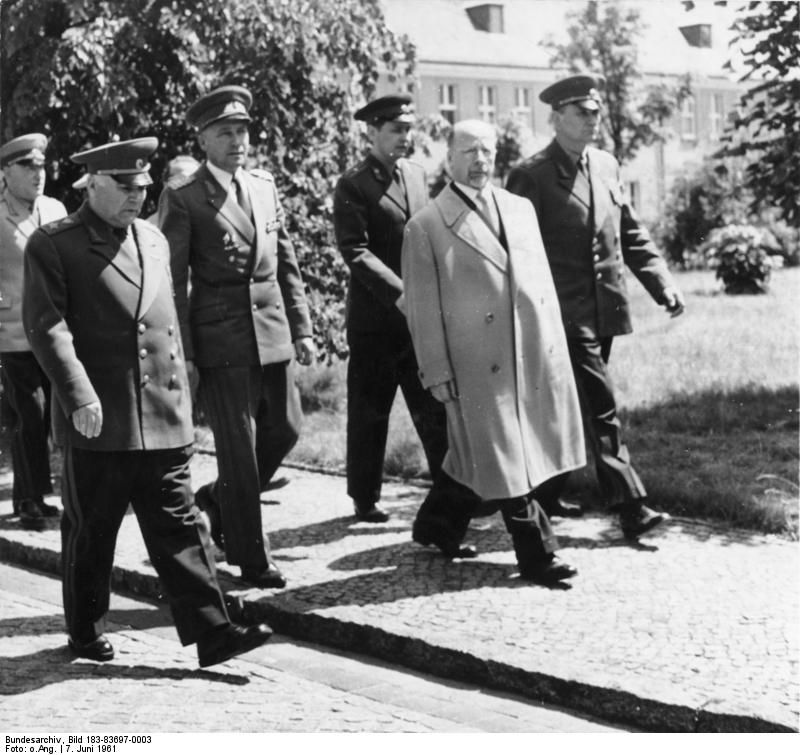
У НДР

Після війни Малиновський протягом 11 років продовжував залишатися на Далекому Сході. З вересня 1945 року він командував військами Забайкальсько-Амурського військового округу.
З 1947 року був Головнокомандувачем військ Далекого Сходу.
З 1953 року — командувач військами Далекосхідного військового округу.
У березні 1956 року він став заступником Міністра оборони СРСР Г. К. Жукова — Головнокомандувачем Сухопутними військами СРСР.
26 жовтня 1957 після відставки Жукова змінив його на посту міністра оборони СРСР, залишаючись на цієї посаді до смерті. Активний учасник «палацового перевороту», коли М. С. Хрущова усунули з поста 1-го секретаря ЦК КПРС і замінили Л. І. Брежнєвим. Після цього користувався величезним впливом в керівництві країни. Зробив великий внесок до посилення бойової потужності СРСР, у стратегічне переозброєння армії.
З 1957 по 1967 — Міністр оборони СРСР, нерідко його називають найкращим міністром оборони радянського періоду. Був міністром оборони довше, ніж будь-хто в СРСР і Росії після війни; став другим главою радянського військового відомства (після Фрунзе), який помер на цій посаді.
Помер 31 березня 1967 р. після тяжкої хвороби, після смерті кремований, прах поміщений в урні в Кремлівській стіні на Червоній площі в Москві. Бронзовий бюст маршала встановлений в Одесі.

## Родина
Перша дружина — Малиновська Лариса Миколаївна
Син — Герман (1926—1930)
Син — Роберт (1929)
Син — Едуард (1934)
Друга дружина — Малиновська (Кучеренко) Раїса Яківна (1920—1997)
Донька — Наталія (7.11.1946)

### Новочеркаський розстріл
За непідтвердженими даними, маршал Малиновський дав санкцію генералу Іссі Плієву на застосування військ при придушенні виступів робітників Новочеркаська в 1962 році.

## Цікаві факти
- Захоплювався грою в шахи, складав шахові завдання, що друкувалися в журналах, і брав участь в конкурсах вирішувачів.
- Про Малиновського є відомий анекдот (можливо, реальна історія): якийсь полковник написав у Міністерство оборони скаргу на те, що взимку полковники мають право носити папаху, а в літній формі одягу нічим від інших старших офіцерів не відрізняються. Міністр наклав іронічну резолюцію: Дозволити прохачеві носити папаху влітку.
- Володів французькою і іспанською мовами.

## Вшанування пам'яті

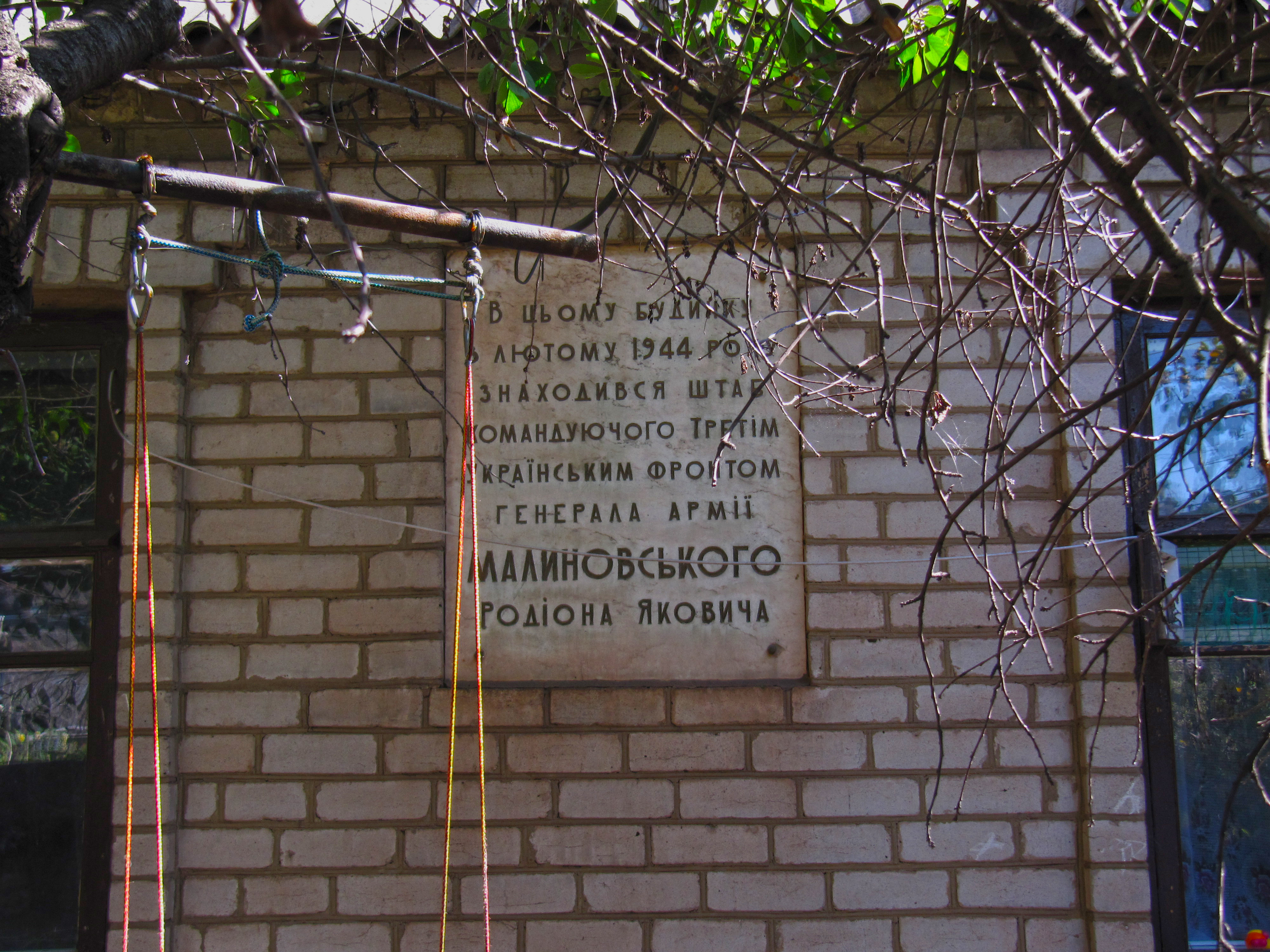

В Україні до часів деколонізації вулиці у низці міст носили ім'я Родіона Малиновського:
- У Дніпрі до 2024 року ім'я Малиновського носила вулиця Сонячна Набережна.
- У Києві вулиця мала ім'я на його честь з 1970 до 2022 року
- У Нікополі ім'я Малиновського носила Європейська вулиця.
- У Одесі до 2024 року ім'я Маршала Малиновського носила вулиця Олексія Вадатурського.
- у Харкові вулиця мала ім'я на його честь з 1968 до 2024 року.
- У Чернігові ім'я Малиновського носила вулиця Івана Виговського.

Колишня анотаційна дошка на честь Маршала Малиновського на вулиці Києва, що у 1970—2022 роках мала його ім'я
Анотаційна дошка у Харкові
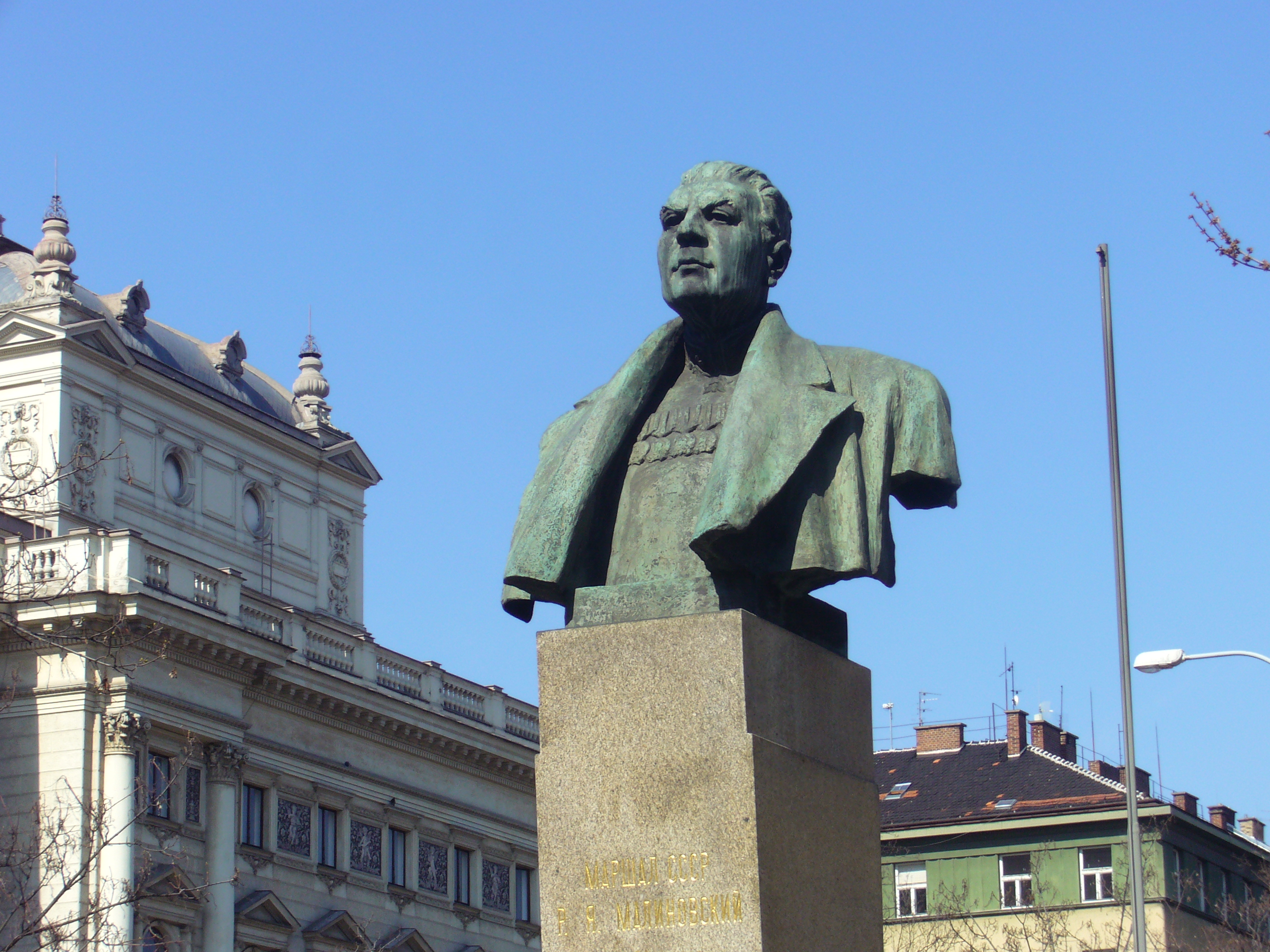
Пам'ятник у Брно, Чехія
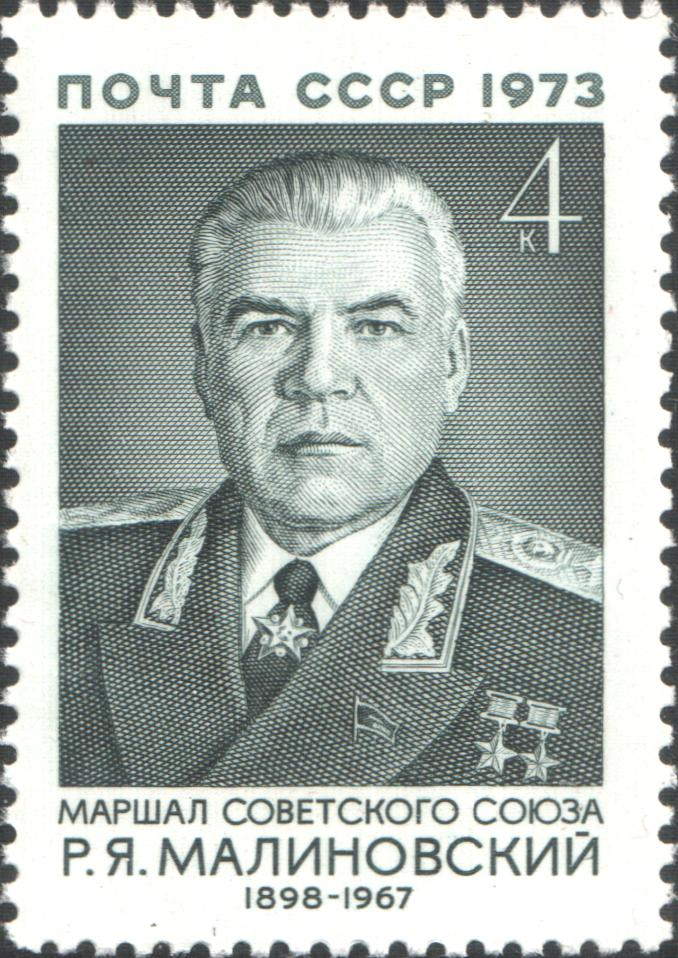
Марка СРСР, 1973

Меморіальна дошка на будинку, у якому у 1944 році знаходився штаб командуючого третім Українським фронтом Р. Я. Малиновського у м. Кривий Ріг

## Нагороди
Родіон Якович Малиновський відзначений наступними нагородами:
Російської імперії:
- Георгіївськими хрестами 3-го і 4-го ступенів

Орденами СРСР:
- двічі Герой Радянського Союзу (8 вересня 1945 № 9041 та 22 листопада 1958 № 49)
- 5-ма орденами Леніна (17 липня 1937, 6 листопада 1941, 21 лютого 1945, 8 вересня 1945, 22 листопада 1948)
- Орден Перемога (№ 8 від 26 квітня 1945)
- 3-ма орденами Червоного Прапора (22 жовтня 1937, 3 листопада 1944, 15 листопада 1950)
- 2-ма орденами Суворова I-го ступеня (28 січня 1943, 19 березня 1944)
- орден Кутузова I-го ступеня (17 вересня 1943)

Медалями СРСР:
- Медаль «За оборону Сталінграда»
- Медаль «За перемогу над Німеччиною у Великій Вітчизняній війні 1941—1945»
- Медаль «Двадцять років перемоги у Великій Вітчизняній війні 1941—1945»
- Медаль «За перемогу над Японією»
- Медаль «За взяття Будапешта»
- Медаль «За взяття Відня»
- Медаль «XX років Робітничо-Селянській Червоній Армії»
- Медаль «30 років Радянській Армії та Флоту»
- Медаль «40 років Збройних Сил СРСР»

Нагороди інших держав:
 Югославія (СФРЮ):
- Орден Народного героя (27 травня 1964)
- Орден Партизанської зірки 1 ступеня (1956)

 Румунія (СРР):
- Орден «Захист батьківщини» 1,2 та 3 ступенів (усі — 1950)
- Медаль «За звільнення від фашизму» (1950)

 Чехословаччина (ЧСР):
- Орден Білого лева 1 ступеня (1945)
- Орден Білого лева «За Перемогу» 1 ступеня (1945)
- Чехословацький воєнний хрест 1939-1945 (1945)
- Дукельська пам'ятна медаль (1959)
- Медаль «25 років Словацькому національному повстанню» (1965)

 Угорщина (УНР):
- Орден Угорської свободи (1946)
- Орден Заслуг Угорської Республіки 1 ступеня (1947)
- два ордени Заслуг УНР 1 ступеня (1950 і 1965)

 Болгарія (НРБ):
- Медаль «20 років Болгарської народної армії» (1964)

 Східна Німеччина (НДР):
- Медаль «Братство по зброї» 1 ступеня (1966)

 Франція:
- Великий офіцер ордену Почесного легіону (1945)
- Круа-де-Герр
- Воєнний хрест 1939—1945 (1945)

 США:
- Легіон Заслуг ступеня Головнокомандувача (1946)

 Тайвань:
- Орден Хмар і Прапору 1 класу (1946)

 Монголія (МНР):
- Орден Сухе-Батора (1961)
- Орден Бойового Червоного Прапора (1945)
- Медаль «25 років Монгольській народній революції» (1946)
- Медаль «За перемогу над Японією» (1946)

 КНДР:
- Орден Державного Прапора 1 ступеня (1948)
- Медаль «40 років звільненню Кореї» (1985, посмертно)

 Індонезія
- Орден «Зірка Республіки Індонезії» 2 ступеня (1963)
- Орден «Зірка доблесті» (1962)

 Китай (КНР):
- Медаль «Китайсько-радянської дружби» (1956)

 Марокко:
- Велика стрічка ордена Військових заслуг (1965)

 Мексика:
- Хрест Незалежності (1964)

## Військові звання
- - комбриг — присвоєно 15 липня 1938 р.,
  - генерал-майор — 4 червня 1940 р.,
  - генерал-лейтенант — 9 листопада 1941 р.,
  - генерал-полковник — 12 лютого 1943 р.,
  - генерал армії — 28 квітня 1943 р.,
  - Маршал Радянського Союзу — 10 вересня 1944 р.

## Твори
- Бдительно стоять на страже мира. М., 1962;
- Величие победы. М., 1965;
- Солдаты России М., 1969.